# Boris Vilkitsky
Boris Andréyevich Vilkitski (em russo: Борис Андреевич Вилькицкий) (3 de abril (22 de março) de 1885 — Bruxelas, 6 de março de 1961), foi um marinheiro, hidrógrafo e  agrimensor russo que dirigiu a Expedição Hidrográfica ao Oceano Ártico (1913-15) na qual foi descoberto o arquipélago de Severnaya Zemlya.

## Biografia
Boris Vilkitski era filho de Andréi Ippolítovich Vilkitski. Formou-se na Academia Naval em São Petersburgo em 1908. Participou da Guerra Russo-Japonesa (1904-1905). Em 1913-15, dirigiu a Expedição Hidrográfica ao Oceano Ártico, a bordo dos quebra-gelos Taimyr e Vaigach, com o objetivo de continuar a exploração da Passagem do Nordeste.
Em 1913 a expedição de Vilkitski descobriu o arquipélago de Sévernaya Zemliá, talvez uma das maiores descobertas do Ártico russo daquela época. Também descobriram varias outras ilhas. Em 1914-15, a expedição Vilkitsky fez a primeira viagem de Vladivostok até Arkhangelsk, descubrindo a ilha de Novopashenniy (atualmente ilha Zhójov), e descrevendo o litoral sul de Sévernaya Zemliá.
Em 1918 Vilkitski foi nomeado chefe da primeira Expedição Hidrográfica Soviética, que nunca aconteceu devido a sua apreensão pelos intervencionistas no porto de Arcangel. Em 1920 Vilkitski emigrou ao Reino Unido. Em 1923 e 1924  dirigiu expedições comerciais no mar de Kara.
Muito mais tarde, Vilkitsky trabalhou como hidrógrafo no Congo Belga. Boris Vilkitski morreu em Bruxelas em 1961.